# Neagolius ovitensis
Neagolius ovitensis är en skalbaggsart som beskrevs av Riccardo Pittino och Alberto Ballerio 1994. Neagolius ovitensis ingår i släktet Neagolius och familjen Aphodiidae. Utöver nominatformen finns också underarten N. o. laticeps.